# 엘리자베스 우드빌
엘리자베스 우드빌(Elizabeth Woodville, 1437년 ~ 1492년 6월 8일)은 영국 요크 왕가의 국왕 에드워드 4세의 왕비로, 에드워드 5세와 후일 튜더 왕가의 국왕 헨리 7세의 왕비가 되는 요크의 엘리자베스의 생모이다. 영국 왕실 최초의 평민 왕비이다.

## 생애

### 출생과 첫 결혼
1437년 노샘프턴셔에서 출생하였다. 아버지는 리처드 우드빌, 어머니는 룩셈부르크의 자퀘타이다. 아버지 리처드 우드빌은 랭커스터 왕가의 헨리 4세의 아들 베드퍼드 공작 존의 시종 무관의 아들이자 기사로 평민 신분이었다. 반면 어머니 룩셈부르크의 자퀘타는 신성 로마 제국의 황제 카를 4세 등을 배출한 룩셈부르크 가문의 분가 출신으로, 통치 가문인 생 폴 백작가의 딸이었다. 1433년 17세 때 베드퍼드 공작과 결혼한 룩셈부르크의 자퀘타는 2년 뒤인 1435년 공작이 루앙에서 자녀 없이 사망하자 리처드 우드빌과 사랑에 빠져 국왕의 승인 없이 비밀리에 결혼하였다. 혼인 초기 국왕으로부터 베드퍼드 공작의 미망인으로서 받아야 할 유산을 지급받는 것을 거부당하는 등 왕실과 갈등을 빚던 룩셈부르크의 자퀘타는 여동생 이사벨의 시가 쪽 조카인 앙주의 마거릿이 랭커스터 왕가의 국왕 헨리 6세의 왕비가 되면서 궁정에서 신임을 얻었고, 1448년 리처드 우드빌에게 리버스 남작 작위가 내려지면서 남작 부인이 되었다. 이 같은 인연으로 우드빌 가문은 1455년 장미 전쟁이 발발한 이후 지속적으로 랭커스터 왕가를 지지하였으며, 두 부부의 장녀였던 엘리자베스 우드빌 역시 1452년 랭커스터 왕가의 기사이자 페러스 여남작의 후계자였던 그로비의 존 그레이 경과 혼인하였다. 이 결혼에서 엘리자베스 우드빌은 후일 도싯 후작이 되는 토마스 그레이와 리처드 그레이 두 아들을 얻었다.

### 왕비 시절

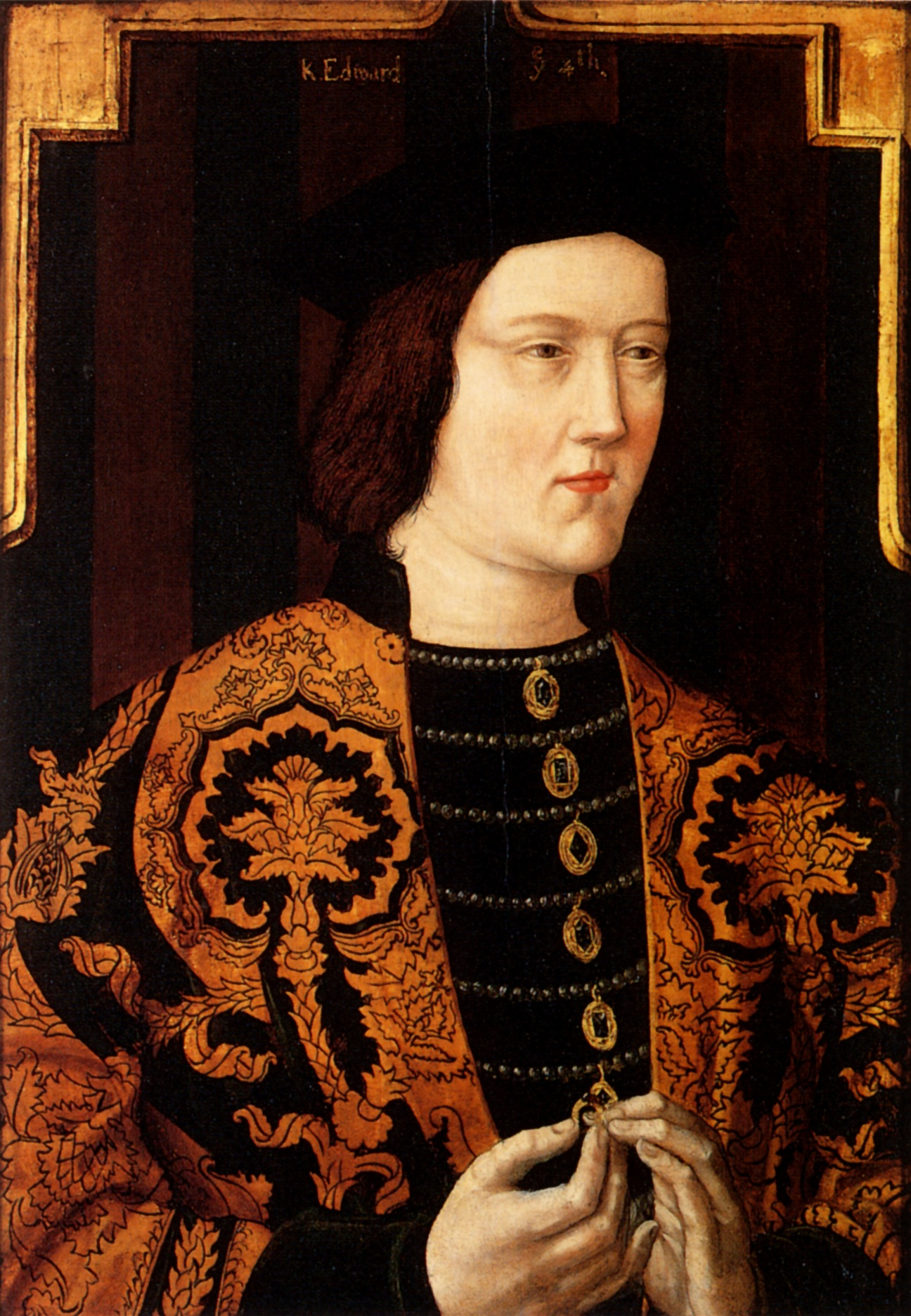
에드워드 4세

1461년 존 그레이 경이 세인트 올번스 전투(Second Battle of St Albans)에서 랭커스터 왕가의 편에 서서 싸우다 전사한 이후 요크 왕가의 에드워드 4세와 비밀리에 결혼하였다. 비밀 결혼이었기에 정확한 결혼 날짜와 장소는 밝혀지지 않았지만 일반적으로 1464년 5월 1일 우드빌 가문의 노샘프턴셔 영지에서 치러진 것으로 여겨지고 있다. 이듬해인 1465년 5월 26일 일요일에 정식으로 대관식을 거행하고 왕비로 즉위하였다. 1466년 2월 11일 첫 자녀인 요크의 엘리자베스가 태어난 것을 시작으로 두 부부는 10명의 자녀를 얻었다.
엘리자베스 우드빌의 왕비 등극은 즉각 영국 정계에 파장을 불러일으켰는데, 왕비가 되기에는 엘리자베스 우드빌의 신분이 지나치게 낮다는 점과 랭커스터 왕가의 지지파 출신이었다는 점이 주효 원인이었다. 특히 랭커스터 왕가의 헨리 6세의 폐위와 요크 왕가의 에드워드 4세의 즉위에 큰 공을 세운 워릭 백작 리처드 네빌의 반응은 격렬하였다. 헨리 6세가 폐위된 뒤 프랑스로 망명한 상태였던 헨리 6세의 왕비 앙주의 마거릿을 경계하기 위해 프랑스 루이 11세의 왕비 샤를로트의 동생이었던 사부아의 보나(Bona of Savoy)와 혼인 동맹을 진행 중이었던 워릭 백작은 에드워드 4세의 비밀 결혼을 경솔한 행동으로 치부하였고, 엘리자베스 우드빌의 동생이자 후일 리버스 백작이 되는 앤서니 우드빌이 매형 에드워드 4세의 총애를 등에 업고 정계의 총아로 등장하자 이에 크게 반발하였다. 이후 워릭 백작은 에드워드 4세 대신 에드워드 4세의 동생이자 자신의 사위인 클래런스 공작 조지 플랜태저넷을 새 왕위 계승자로 지지하였다. 모의에 실패한 워릭 백작은 클래런스 공작과 일가족을 이끌고 프랑스에 망명하였으며, 이후 앙주의 마거릿과 결탁하여 랭커스터 파로 변절하였다. 1470년 영국으로 되돌아온 워릭 백작은 에드워드 4세를 폐위시키고 헨리 6세를 복위시켰으나 1471년 바넷 전투에서 전사하였고, 같은 해 튜크스베리 전투에서 랭커스터 왕가의 적통 후계자인 웨스트민스터의 에드워드마저 전사하면서 랭커스터 파 세력은 몰락하였으며 에드워드 4세가 다시 복위하였다. 이 때 웨스트민스터 사원의 성소(聖所)에 피신해 있던 엘리자베스 우드빌은 1470년 11월 2일 에드워드 4세의 장남이자 후계자인 에드워드 5세를 얻었다.

### 미망인 시절

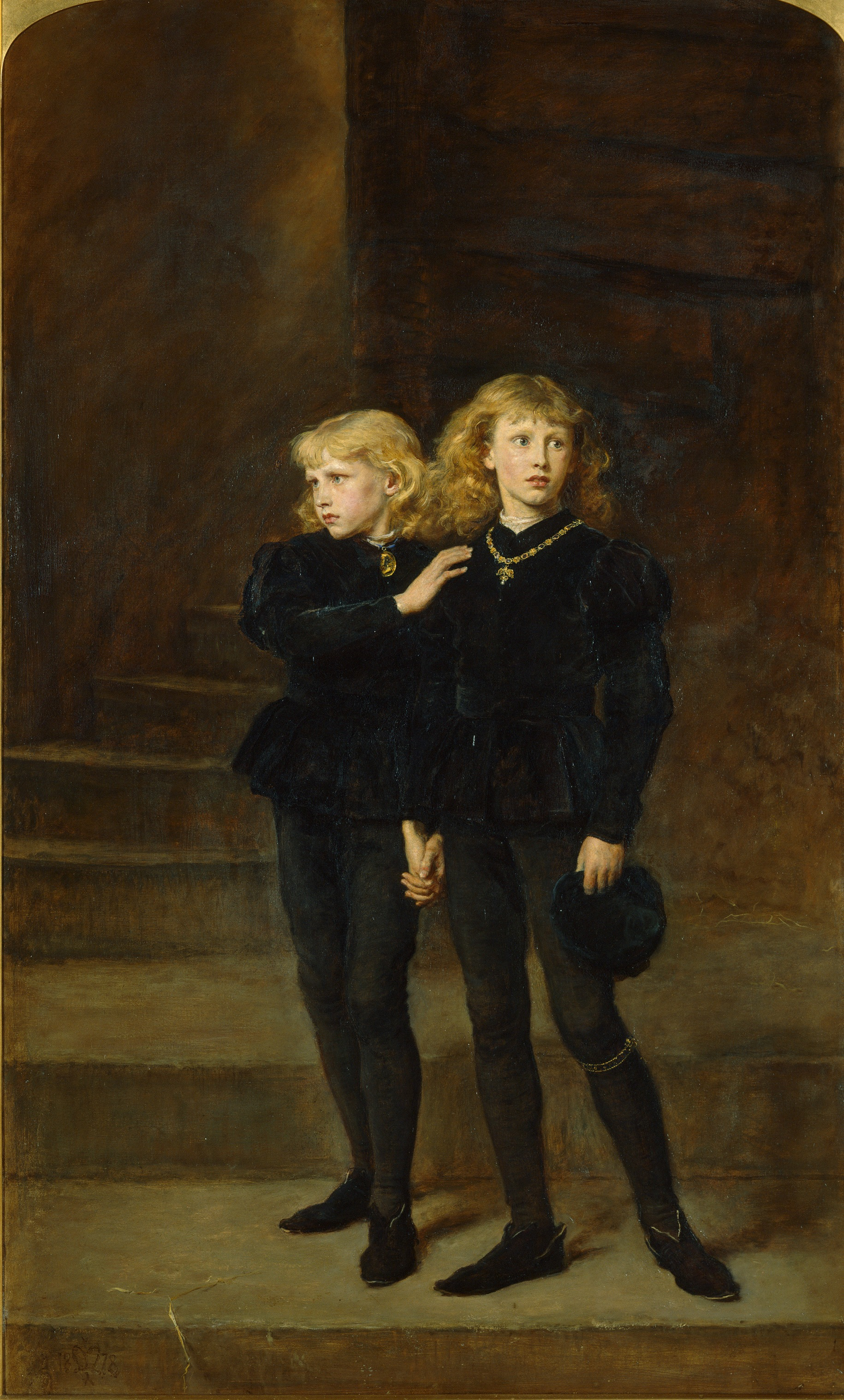
런던 탑의 왕자들

1483년 에드워드 4세가 폐렴으로 급사하자 미망인이 되었다. 후계자이자 장남인 12세의 웨일스 공 에드워드가 에드워드 5세로 즉위했으나 대관식에 앞서 동생 요크 공작 리처드와 함께 런던 탑에서 행방불명이 되었고, 호국경이었던 에드워드 5세의 삼촌 글로스터 공작이 1483년 6월 25일 리처드 3세로 즉위하였다. 리처드 3세는 즉위하면서 엘리자베스 우드빌에 대해 자신을 살해하기 위한 사악한 음모를 꾸몄으며 마녀 행위(witchcraft)를 한 여인으로 세상에 공표하였고, 에드워드 4세와 엘리자베스 우드빌의 혼인을 공식적으로 무효화하여 두 부부 사이의 자녀들의 왕위 계승권을 박탈하였다. 결혼 무효의 근거로는 에드워드 4세가 엘리자베스 우드빌과 혼인하기 전 엘리노어 버틀러(Lady Eleanor Butler)와 이미 혼인 약속을 한 상태였으므로 엘리자베스 우드빌과의 혼인은 중혼(重婚)으로 불법이라는 점이 제시되었다. 또한 에드워드 5세의 후견이자 측근이었던 엘리자베스 우드빌의 동생 앤서니 우드빌, 전 남편과의 아들인 리처드 그레이를 체포하여 요크의 폰테프락트 성에서 처형하였다. 엘리자베스 우드빌은 어린 자녀들과 함께 다시 성소로 도피하였다. 이 때 랭커스터 왕가의 왕위 계승 후보자인 헨리 튜더와 그의 생모 마거릿 보퍼트와 서신을 주고받은 엘리자베스 우드빌은 브르타뉴에서 망명중이던 헨리 튜더가 영국으로 돌아와 리처드 3세를 폐위시키고 왕위에 오를 경우 그와 자신의 장녀 요크의 엘리자베스를 결혼시키겠다는 비밀 협약을 맺기도 하였다. 그러나 이 첫 번째 반역 모의는 실패하였고, 마거릿 보퍼트는 사권박탈을 당하였다.
1484년 에드워드 4세에게 받은 왕비 영지를 박탈당하고 왕비의 칭호를 쓰는 것을 금지당하였으며 헨리 튜더와의 모의가 발각되어 감금되는 등 어려움을 겪었으나, 이후 리처드 3세의 처분은 관대해졌고 엘리자베스 우드빌의 딸들은 런던 탑에 구금하지 않을 것이며 안전을 보장하겠다는 리처드 3세의 맹세에 의해 성소에서 나와 궁정에 복귀하였다. 특히 리처드 3세의 왕비 앤 네빌이 사망하자 요크의 엘리자베스는 리처드 3세의 새 신붓감으로 언급되기도 하였다. 그러나 리처드 3세는 이와 같은 소문을 부정하였다.

### 튜더 왕조 시절
1485년 영국에 상륙하는 데 성공한 헨리 튜더는 보스워스 전투에서 리처드 3세를 전사시켰고, 헨리 7세로 즉위하여 튜더 왕가를 열었다. 이 때 에드워드 4세와 엘리자베스 우드빌과의 혼인 무효는 취소되었고, 요크의 엘리자베스가 헨리 7세와 결혼하면서 엘리자베스 우드빌 역시 전 왕비의 칭호와 연금을 되찾았다. 그러나 1487년 2월 12일 엘리자베스 우드빌은 버몬지 사원으로 은퇴하였고, 5년 뒤인 1492년 6월 8일 사망하였다. 사망 전까지 엘리자베스 우드빌은 손녀인 마거릿 튜더와 헨리 8세의 탄생 당시 궁정을 방문하는 등 왕실의 공식 행사에 참여했으나 기본적으로 사적인 삶을 영위하였다.
버몬지 사원에서 엘리자베스 우드빌은 왕의 미망인에 걸맞은 극진한 대우를 받으며 왕족에 어울리는 삶을 영위하였고, 헨리7세로부터 400파운드의 연금과 작은 선물들을 받기도 하였다. 장녀인 왕비 엘리자베스가 버몬지를 자주 방문했으나 다른 딸인 요크의 세실리의 방문이 더 잦은 편이었다.
스코틀랜드의 제임스 3세의 부인인 덴마크의 마가렛이 1486년 사망하자, 헨리 7세는 장모를 제임스 3세와 결혼시키는 방안을 잠시 고려한 적도 있었지만, 제임스 3세가 1488년 살해되면서 이 계획은 무위로 돌아갔다.
엘리자베스 우드빌은 1492년 6월 8일 버몬지사원에서 사망했다. 네 번째 아이의 출산을 앞둔 왕비 엘리자베스와 요크의 세실리를 제외한 딸들이 모두 윈저성에서 열린 장례식에 참석했다. 간소한 장례식은 그녀 자신이 바랐던 것이었지만, 1492년 6월 12일에 열린 장례식에 대한 기록을 보면 “왕비의 장례식이 좀 더 호화로워야 하지 않겠는가 하는 생각이 분명히 들었다”는 발언이 있고, “헨리 7세가 장모를 위해 좀더 여왕에 걸맞은 장례식을 준비하려 하지 않았다”는데 반대하고 있음을 볼 수 있다. 엘리자베스 우드빌은 남편이자 왕이었던 에드워드 4세와 함께 윈저성의 성 조지 채플에 묻혔다.

## 일화 및 이설
- 엘리자베스 우드빌은 대단한 미녀로, 당대에 이미 '브리튼 섬에서 가장 아름다운 여인', '용과 같은 진한 쌍꺼풀을 지닌 여인(heavy-lidded eyes like those of a dragon)'[6]이라는 별칭이 있었다.
- 일설에 의하면 에드워드 4세 역시 처음에는 두 사람의 신분 차이를 의식하여 엘리자베스 우드빌에게 아내가 아닌 정부(情婦)가 되어줄 것을 요청했다고 한다.[7] 그러자 엘리자베스 우드빌은 저는 왕비가 되기에는 신분이 모자라지만, 정부가 되기에는 신분이 높습니다.라고 말하여 에드워드 4세를 사로잡았다고 전해진다. 그러나 이를 뒷받침하는 명확한 근거는 없다.
- 엘리자베스 우드빌의 때 이른 궁정에서의 은퇴는 램버트 심넬의 반란과 엘리자베스 우드빌이 연관되어 있었기 때문이라는 설도 있다. 처음에는 엘리자베스 우드빌의 차남인 요크 공작 슈루즈버리의 리처드라고 주장했으나 이후 클래런스 공작 조지 플랜태저넷의 아들 워릭 백작 에드워드라고 사칭하여 요크 왕가의 진정한 왕위 계승권자임을 천명한 램버트 심넬의 반란은 헨리 7세에게 상당한 정치적 타격을 입혔으나, 엘리자베스 우드빌의 은퇴 시기인 1487년 진압되었다.[8] 또한 엘리자베스 우드빌이 사망한 뒤 살아남은 다른 딸들이 모두 어머니의 장례식에 참석했음에도 불구하고 왕비인 요크의 엘리자베스와 헨리 7세는 참석하지 않았고, 장례식 역시 왕비의 장례식으로서는 지나치게 간소했던 것을 이유로 엘리자베스 우드빌이 말년에 정치적인 이유로 국왕 부부에게 외면받았다는 설 역시 존재한다.

## 자녀
- 그로비의 존 그레이 경과의 자녀
  - 1대 도싯 후작 토머스 그레이 : 후일 9일 여왕으로 불리는 제인 그레이는 그의 직계 증손녀이다.
  - 리처드 그레이 : 외삼촌 앤서니 우드빌과 함께 처형
- 에드워드 4세와의 자녀
  - 요크의 엘리자베스 : 영국 헨리 7세의 왕비, 헨리 8세의 생모
  - 요크의 메리 : 조졸
  - 웰즈 자작 부인 세실리 : 마거릿 보퍼트의 이부동생 웰즈 자작 존과 결혼
  - 에드워드 5세 : 런던 탑의 왕자들
  - 요크의 마거릿 : 조졸
  - 요크 공작 슈루즈버리의 리처드 : 런던 탑의 왕자들
  - 하워드 영부인 앤 : 노퍽 공작의 후계자인 토마스와 결혼했으나, 남편이 공작이 되기 전 사망하였다.
  - 베드퍼드 공작 조지 : 조졸
  - 데번 백작 부인 캐서린
  - 요크의 브리짓 : 수녀

## 참고 문헌
- David Baldwin, Elizabeth Woodville, Stroud, 2002.

| 전임 앙주의 마거릿 | 영국의 왕비 1464년 - 1470년, 1471년 - 1483년 | 후임 앤 네빌 |